# 安德烈·巴罗
安德烈·巴罗（法語：André Bareau，1921年12月31日—1993年3月2日），法国东方文化研究专家、佛教历史学家、国家博士、大学教授，1971年至1991年任法兰西公学院教授，在法国高等研究应用学院任佛教文献学博士生导师。

## 主要著作
- 《小乘佛教部派》，巴黎，1955；
- 《佛》，西格尔出版社，1962；
- 《早期经藏和律藏中的佛陀传记研究：从寻求觉悟到舍利弗和目犍连的皈依》，远东学院通报，巴黎，1963；
- 《追随佛陀》，菲利普·勒博出版社，1985；
- 《印度佛教》，载于《印度宗教》丛书，巴黎，1985。